# Friedbert Grams
Friedbert Grams (* 24. März 1942 in Kallies, Kreis Dramburg; † 9. Februar 2022) war ein deutscher Politiker (CDU).
Grams besuchte die Grundschule in Japenzin, machte danach die Acker- und Pflanzenbauerlehre und lernte an der Volkshochschule Mathematik und Deutsch. Es folgte eine Ingenieurausbildung an der Fachschule für Landwirtschaft und Meliorationen in Greifswald-Eldena und ein Fernstudium an der Akademie für Staat und Recht in Potsdam-Babelsberg zum Diplomstaatswissenschaftler. Danach war er Lehrling und landwirtschaftlicher Gehilfe im elterlichen Betrieb. Von 1960 an übernahm er neue Berufe: Er war Tiefbauarbeiter in der Meliorationsbranche, Ingenieur in der Meliorationsbranche und Leiter des Gewerbeamtes der Kreisverwaltung Ueckermünde.
Grams war von 1971 bis 1990 Mitglied der Demokratischen Bauernpartei Deutschlands. Dort war er Kreissekretär, Mitglied des Kreissekretariats und Kreisvorsitzender. Nach der Fusion wurde Grams 1990 CDU-Mitglied. Dort war er Mitglied im Ortsverband Liepgarten, stellvertretender Vorsitzender im Kreisverband Ueckermünde, Mitglied des Kreisvorstandes im Landkreis Uecker-Randow und stellvertretender Kreisvorsitzender. Von 1990 bis 2002 war er Mitglied des Landtages Mecklenburg-Vorpommern und dort stellvertretender Vorsitzender und Vorsitzender des Petitionsausschusses.